# Prêmio Robert A. Millikan
O Prêmio Robert A. Millikan (em inglês:  Robert A. Millikan award) é uma medalha concedida a pessoas que contribuíram de forma notável para o ensino da física. Estabelecido em 1962, concedido pela American Association of Physics Teachers (AAPT). O agraciado recebe um valor monetário e um certificado, e apresenta uma palestra no encontro de verão da AAPT.

## Recipientes[1]
| Ano  | Nome                   | Instituição                                        | Palestra                                                                                             |
| ---- | ---------------------- | -------------------------------------------------- | --- |
| 1962 | Paul E. Klopsteg       | Universidade Northwestern                          | "The Early Days of the American Association of Physics Teachers"                                     |
| 1964 | H. Victor Neher        | Instituto de Tecnologia da Califórnia              | "Millikan: Teacher and Friend"                                                                       |
| 1965 | John Gordon King       | Instituto de Tecnologia de Massachusetts           | "The Undergraduate Physics Laboratory and Reality"                                                   |
| 1966 | Alan M. Portis         | Universidade da Califórnia em Berkeley             | "Electrons, Photons, and Students"                                                                   |
| 1967 | Gerald Holton          | Universidade Harvard                               | "Oildrops and Subelectrons"                                                                          |
| 1968 | Alan Holden            | Bell Labs                                          | "Artistic Invitations to the Study of Physics"                                                       |
| 1969 | John M. Fowler         | Universidade de Maryland                           | "Content and Process in Physics Teaching"                                                            |
| 1970 | Franklin Miller, Jr.   | Kenyon College                                     | "A Long Look at the Short Film"                                                                      |
| 1971 | Harry F. Meiners       | Instituto Politécnico Rensselaer                   | "Problems of Science Education in Underdeveloped Countries"                                          |
| 1972 | Arnold A. Strassenburg | Stony Brook University                             | "The Evolution of Physics Teaching"                                                                  |
| 1973 | Frank Oppenheimer      | The Exploratorium                                  | "Teaching and Learning"                                                                              |
| 1974 | Harald Jensen          | Lake Forest College                                | "A Retired Physics Teacher Reminisces"                                                               |
| 1975 | Harold A. Daw          | New Mexico State University                        | "Physics Instructional Apparatus and Things"                                                         |
| 1976 | Tung Hon Jeong         | Lake Forest College                                | "Holography"                                                                                         |
| 1977 | C. Luther Andrews      | Universidade do Estado de Nova Iorque em Albany    | "Microwave Optics"                                                                                   |
| 1978 | Alfred Bork            | Universidade da Califórnia em Irvine               | "Interactive Learning"                                                                               |
| 1979 | Alexander Calandra     | Universidade Washington em St. Louis               | "The Art of Teaching Physics"                                                                        |
| 1980 | Thomas D. Miner        | Garden City High School                            | "Prides and Prejudices of a Physics Teacher"                                                         |
| 1981 | Albert A. Bartlett     | Universidade do Colorado em Boulder                | "Are We Overlooking Something?"                                                                      |
| 1982 | Paul G. Hewitt         | City College of San Francisco                      | "The Missing Essential A Conceptual Understanding of Physics"                                        |
| 1983 | Gerald F. Wheeler      | Universidade Estadual de Montana                   | "The Emerging Telecommunications Network: New Conduit to Learners"                                   |
| 1984 | Earl F. Zwicker        | Instituto de Tecnologia de Illinois                | "Life, Learning, and the Phunomenological [sic] Approach"                                            |
| 1985 | James Gerhart          | Universidade de Washington                         | "Handling Numbers"                                                                                   |
| 1986 | Mario Iona             | Universidade de Denver                             | "Why Johnny Can't Learn Physics from Textbooks I have Known"                                         |
| 1987 | Donald Ivey            | Universidade de Toronto                            | "Educational Television An Oxymoron?"                                                                |
| 1988 | Robert G. Greenler     | University of Wisconsin–Milwaukee                  | "Beetles, Bubbles, and Butterflies Iridescence in Nature"                                            |
| 1989 | Peter Lindenfeld       | Universidade Rutgers                               | "The Einsteinization of Physics"                                                                     |
| 1990 | Lillian C. McDermott   | Universidade de Washington                         | "What We Teach and What Is Learned Closing the Gap"                                                  |
| 1991 | Don Herbert            | Mr. Wizard Studios                                 | "Behind the Scenes of Mr. Wizard"                                                                    |
| 1992 | Robert G. Fuller       | Universidade de Nebraska-Lincoln                   | "Hypermedia and the Knowing of Physics Standing Upon the Shoulders of Giants"                        |
| 1993 | James A. Minstrell     | Mercer Island High School                          | "Creating an Environment for Reconstructing Understanding and Reasoning about the Physical World"    |
| 1994 | Frederick Reif         | Universidade Carnegie Mellon                       | "Understanding and Teaching Important Scientific Thought Processes"                                  |
| 1995 | Dean Zollman           | Universidade Estadual do Kansas                    | "Do They Just Sit There? Reflections on Helping Students Learn Physics"                              |
| 1996 | Priscilla W. Laws      | Dickinson College                                  | "Promoting Active Learning Based on Physics Education Research in Introductory Physics Courses"      |
| 1997 | David Griffiths        | Reed College                                       | "Is there a Text in This Class?"                                                                     |
| 1998 | Edward F. Redish       | Universidade de Maryland                           | "Building a Science of Teaching Physics: Learning What Works and Why"                                |
| 1999 | Alan Van Heuvelen      | Universidade Estadual de Ohio                      | "Research About Physics Learning, Linguistics, Our Minds, and the Workplace"                         |
| 2000 | Thomas D. Rossing      | Northern Illinois University                       | "Beauty in Physics and the Arts"                                                                     |
| 2001 | Sallie A. Watkins      | University of Southern Colorado                    | "Can "Descriptive" End with "A"?"                                                                    |
| 2002 | Simon George           | Universidade do Estado da Califórnia               | "Global Study of the Role of the Laboratory in Physics Educations"                                   |
| 2003 | Fred M. Goldberg       | Universidade Estadual de San Diego                 | "Research and Development in Physics Education: Focusing on Students' Thinking"                      |
| 2004 | Kenneth S. Krane       | Universidade do Estado do Oregon                   | "The Challenges of Teaching Modern Physics"                                                          |
| 2005 | John S. Rigden         | Universidade Washington em St. Louis               | "The Mystique of Physics: Relumine the Enlightment"                                                  |
| 2006 | Art Hobson             | Universidade do Arkansas                           | "Thoughts on Physics Education for the 21st Century"                                                 |
| 2007 | David Sokoloff         | Universidade de Oregon                             | "Building a New, More Exciting Mouse Trap is Not Enough"                                             |
| 2008 | Eric Mazur             | Universidade Harvard                               | "The Make-Believe World of Real-World Physics"                                                       |
| 2009 | Arthur Eisenkraft      | University of Massachusetts Boston                 | "Physics for All: From Special Needs to Olympiads"                                                   |
| 2010 | Patricia M. Heller     | Universidade de Minnesota                          | "Guiding the Future: Developing Research-based Physics Standards"                                    |
| 2011 | Brian Jones            | Universidade do Estado do Colorado                 | "All I Really Need to Know About Physics Education I Learned in Kindergarten"                        |
| 2012 | Philip M. Sadler       | Harvard-Smithsonian Center for Astrophysics        | "Separating Facts From Fad: How Our Choices Impact Students' Performance and Persistence in Physics" |
| 2013 | Harvey Gould           | Clark University                                   | "New Challenges for Old Physics Departments"                                                         |
| 2014 | Eugenia Etkina         | Rutgers University                                 | "Students of Physics: Listeners, Observers, or Collaborative Participants?"                          |
| 2015 | Robert A. Morse        | St. Albans School, Washington, DC                  | "Facets of Physics Teaching-Pedagogical Engineering in the High School Classroom"                    |
| 2016 | Stephen M. Pompea      | National Optical Astronomy Observatory, Tucson, AZ | "Knowledge and Wonder: Reflections on Ill-Structured Problem Solving"                                |
| 2017 | Kenneth Heller         | University of Minnesota, Minneapolis, MN           | |